# Burg Traunstein
Die Burg Traunstein ist eine abgegangene Spornburg auf einem Sporn bei 590 m ü. NN über der Traun an der Südostseite der Traunsteiner Altstadt (Mittlere Hofgasse 11) im Landkreis Traunstein in Bayern. Die Anlage wird als Bodendenkmal unter der Aktennummer D-1-8141-0127 im Bayernatlas als „untertägige mittelalterliche und frühneuzeitliche Befunde und Funde im Bereich der ehemaligen Burg von Traunstein und ihrer Vorgängerbauten“ geführt.

## Geschichte
Die Burg wurde von den erstmals 1120 genannten Herren von Truna (=Traun) gegen Ende des 12. Jahrhunderts zur Sicherung einer wichtigen Brücke über die Traun erbaut und wurde 1245 mit dem Namen „Trauwenstein“ als Gerichtsort des Klosters Baumburg und 1361 urkundlich als „Veste“ genannt. Als weitere Besitzer werden das Erzbistum Salzburg, 1275 das Herzogtum Bayern (beide unterhielten auf der Burg ein Pflegamt) genannt. In der Mitte des 13. Jahrhunderts wurde die Burganlage ausgebaut und erhielt u. a. eine Ringmauer. Nachdem die Burg im 16. Jahrhundert ihre Bedeutung verloren hatte, erwarben 1618 die Grafen von Törring die Herrschaft und bauten die Burg aus.
Im Zuge des Spanischen Erbfolgekrieges brannte die Burg 1704 bei einem Stadtbrand ab und wurde abgebrochen. Danach diente die Ruine als Steinbruch zum Wiederaufbau der Stadt. 2006 fanden auf dem Burggelände Ausgrabungen statt, danach wurde der Burghof überbaut.

## Beschreibung
Die Burgfläche betrug 3200 Quadratmeter und besaß keine besonderen Wirtschaftsflächen, was annehmen lässt, dass die Burg vor allem der Darstellung des herzoglichen Machtanspruchs über die Stadt diente. Bei den Ausgrabungen 2006 wurden Fundamente eines Turms mit einer etwa 11 mal 11 Meter großen Grundfläche ergraben. Heute ist der Burgstall fast völlig überbaut.